# Mladost (sportvereniging)
Mladost (letterlijk. "Jeugd") is een academische sportvereniging uit Zagreb die gesponsord wordt door de Universiteit van Zagreb. De bij de vereniging bedreven sporten zijn: atletiek, hockey, judo, basketbal, bowlen op ijs en asfalt, schermen, volleybal, zwemmen, rugby, synchroonzwemmen, skiën, schaatsen, tafeltennis, boogschieten, schaken, tennis, waterpolo en roeien.
Mladost blinkt uit in waterpolo, zwemmen, roeien en recentelijk ook ijshockey. De waterpoloclub Mladost heeft meerdere keren de Kroatische kampioenschappen gewonnen en in Europees verband gespeeld. De zwemclub staat bekend om de organisatie van internationale zwemevenementen.
De HAŠK (Hrvatski akademski športski klub, Kroatische academische sportclub) werd op 6 november 1903 opgezet,
Vele faciliteiten van Mladost liggen aan het meer Jarun in het zuidwesten van Zagreb.